# Atletismo nos Jogos Olímpicos de Verão da Juventude de 2010 - 100 m feminino
As provas dos 100m feminino do atletismo nos Jogos Olímpicos de Verão da Juventude de 2010 foram realizadas nos dias 18 (qualificatória) e 21 de agosto (finais), no Estádio Bishan, em Cingapura. 36 atletas estavam inscritas neste evento.

## Medalhistas
| Ouro   | NGR Josephine Omaka |
| Prata  | USA Myasia Jacobs   |
| Bronze | DOM Fany Chalas     |

## Eliminatórias

### Eliminatória 1
| Pos. | Raia | Nome                    | País                         | Tempo | Notas | Final |
| ---- | ---- | ----------------------- | ---------------------------- | ----- | ----- | ----- |
| 1    | 3    | Myasia Jacobs           | USA Estados Unidos           | 11.74 |       | A     |
| 2    | 6    | Rebekka Haase           | GER Alemanha                 | 11.90 |       | A     |
| 3    | 8    | Darnetia Robinson       | IVB Ilhas Virgens Britânicas | 12.04 |       | A     |
| 4    | 5    | Odinakachukwa Miller    | SKN São Cristóvão e Neves    | 12.59 |       | B     |
| 5    | 1    | Shantal Rouse           | VIN São Vicente e Granadinas | 12.85 |       | C     |
| 6    | 7    | Melika Kasumović        | BIH Bósnia e Herzegovina     | 13.48 |       | D     |
| 7    | 2    | Rubie Gabriel           | PLW Palau                    | 13.57 |       | D     |
| 8    | 4    | Madel Pilar Loheto Cofi | GEQ Guiné Equatorial         | 13.83 |       | E     |

### Eliminatória 2
| Pos. | Raia | Nome                       | País             | Tempo | Notas | Final |
| ---- | ---- | -------------------------- | ---------------- | ----- | ----- | ----- |
| 1    | 8    | Ramona van der Vloot       | SUR Suriname     | 12.14 |       | B     |
| 2    | 6    | Lisneidy Veitia Cordova    | CUB Cuba         | 12.22 |       | B     |
| 3    | 5    | Shai-Anne Davis            | CAN Canadá       | 12.46 |       | B     |
| 4    | 3    | Wei Liang                  | SIN Singapura    | 12.79 |       | C     |
| 5    | 4    | Diana Khubeseryan          | ARM Armênia      | 13.03 |       | C     |
| 6    | 7    | Merveille Mezame-Egeindita | CGO Congo        | 13.11 |       | C     |
| 7    | 2    | Chalita Lopes              | GBS Guiné-Bissau | 15.26 |       | E     |

### Eliminatória 3
| Pos. | Raia | Nome                         | País                     | Tempo | Notas           | Final |
| ---- | ---- | ---------------------------- | ------------------------ | ----- | --------------- | ----- |
| 1    | 7    | Fany Chalas                  | DOM República Dominicana | 11.70 |                 | A     |
| 2    | 4    | Anasztázia Nguyen            | HUN Hungria              | 11.89 |                 | A     |
| 3    | 3    | Jéssica dos Reis             | BRA Brasil               | 11.95 |                 | A     |
| 4    | 5    | Hawa Diarra                  | MLI Mali                 | 13.15 |                 | D     |
| 5    | 2    | Sanelisiwe Tsabedze          | SWZ Essuatíni            | 13.60 |                 | D     |
| 6    | 8    | Ahmed Mohamed Fahame         | COM Comores              | 13.83 |                 | E     |
|      | 6    | Jessica Oyane Tome Mbouissou | GAB Gabão                |       | Desclassificada | E     |

### Eliminatória 4
| Pos. | Raia | Nome              | País             | Tempo | Notas | Final |
| ---- | ---- | ----------------- | ---------------- | ----- | ----- | ----- |
| 1    | 6    | Annie Tagoe       | GBR Grã-Bretanha | 11.78 |       | A     |
| 2    | 7    | Marva Etienne     | BAH Bahamas      | 12.34 |       | B     |
| 3    | 4    | Macarena Borie    | CHI Chile        | 12.52 |       | B     |
| 4    | 3    | Ana Rosianu       | ROM Romênia      | 12.69 |       | C     |
| 5    | 2    | Lovelite Detenamo | NRU Nauru        | 13.04 |       | C     |
| 6    | 8    | Tamara Vella      | MLT Malta        | 13.11 |       | D     |
| 7    | 5    | Tio Etita         | KIR Kiribati     | 14.59 |       | E     |

### Eliminatória 5
| Pos. | Raia | Nome              | País             | Tempo | Notas | Final |
| ---- | ---- | ----------------- | ---------------- | ----- | ----- | ----- |
| 1    | 4    | Josephine Omaka   | NGR Nigéria      | 11.82 |       | A     |
| 2    | 5    | Liao Ching-Hsien  | TPE Taipé Chinês | 12.18 |       | B     |
| 3    | 6    | Fatou Sowe        | GAM Gâmbia       | 12.73 |       | C     |
| 4    | 2    | Ariane Amouro     | BEN Benim        | 13.45 |       | D     |
| 5    | 7    | Queenela Jackson  | LBR Libéria      | 13.64 |       | D     |
| 6    | 3    | Leanne Murray     | BIZ Belize       | 14.24 |       | E     |
| 7    | 8    | Shinoona Al Habsi | OMA Omã          | 14.29 |       | E     |

## Finais

### Final E
| Pos. | Raia | Nome                         | País                 | Tempo | Notas      |
| ---- | ---- | ---------------------------- | -------------------- | ----- | ---------- |
| 1    | 2    | Jessica Oyane Tome Mbouissou | GAB Gabão            | 13.18 |            |
| 2    | 4    | Madel Pilar Loheto Cofi      | GEQ Guiné Equatorial | 13.71 |            |
| 3    | 3    | Leanne Murray                | BIZ Belize           | 13.83 |            |
| 4    | 6    | Ahmed Mohamed Fahame         | COM Comores          | 13.95 |            |
| 5    | 8    | Tio Etita                    | KIR Kiribati         | 14.43 |            |
| 6    | 7    | Chalita Lopes                | GBS Guiné-Bissau     | 15.03 |            |
|      | 5    | Shinoona Al Habsi            | OMA Omã              |       | Não largou |

### Final D
| Pos. | Raia | Nome                | País                     | Tempo | Notas |
| ---- | ---- | ------------------- | ------------------------ | ----- | ----- |
| 1    | 6    | Hawa Diarra         | MLI Mali                 | 13.16 |       |
| 2    | 4    | Tamara Vella        | MLT Malta                | 13.16 |       |
| 3    | 5    | Ariane Amouro       | BEN Benim                | 13.48 |       |
| 4    | 8    | Sanelisiwe Tsabedze | SWZ Essuatíni            | 13.50 |       |
| 5    | 2    | Queenela Jackson    | LBR Libéria              | 13.63 |       |
| 6    | 7    | Rubie Gabriel       | PLW Palau                | 13.77 |       |
| 7    | 3    | Melika Kasumović    | BIH Bósnia e Herzegovina | 13.86 |       |

### Final C
| Pos. | Raia | Nome                       | País                         | Tempo | Notas      |
| ---- | ---- | -------------------------- | ---------------------------- | ----- | ---------- |
| 1    | 4    | Fatou Sowe                 | GAM Gâmbia                   | 12.52 |            |
| 2    | 5    | Ana Rosianu                | ROM Romênia                  | 12.53 |            |
| 3    | 3    | Wei Liang                  | SIN Singapura                | 12.85 |            |
| 4    | 7    | Diana Khubeseryan          | ARM Armênia                  | 12.95 |            |
| 5    | 6    | Shantal Rouse              | VIN São Vicente e Granadinas | 13.03 |            |
| 6    | 2    | Merveille Mezame-Egeindita | CGO Congo                    | 13.10 |            |
|      | 8    | Lovelite Detenamo          | NRU Nauru                    |       | Não largou |

### Final B
| Pos. | Raia | Nome                    | País                      | Tempo | Notas      |
| ---- | ---- | ----------------------- | ------------------------- | ----- | ---------- |
| 1    | 6    | Liao Ching-Hsien        | TPE Taipé Chinês          | 11.88 |            |
| 2    | 3    | Ramona van der Vloot    | SUR Suriname              | 12.15 |            |
| 3    | 4    | Lisneidy Veitia Cordova | CUB Cuba                  | 12.15 |            |
| 4    | 7    | Shai-Anne Davis         | CAN Canadá                | 12.35 |            |
| 5    | 8    | Macarena Borie          | CHI Chile                 | 12.41 |            |
| 6    | 2    | Odinakachukwa Miller    | SKN São Cristóvão e Neves | 12.64 |            |
|      | 5    | Marva Etienne           | BAH Bahamas               |       | Não largou |

### Final A
| Pos.              | Raia | Nome              | País                         | Tempo | Notas |
| ----------------- | ---- | ----------------- | ---------------------------- | ----- | ----- |
| Medalha de ouro   | 4    | Josephine Omaka   | NGR Nigéria                  | 11.58 |       |
| Medalha de prata  | 6    | Myasia Jacobs     | USA Estados Unidos           | 11.64 |       |
| Medalha de bronze | 5    | Fany Chalas       | DOM República Dominicana     | 11.65 |       |
| 4                 | 3    | Annie Tagoe       | GBR Grã-Bretanha             | 11.73 |       |
| 5                 | 7    | Anasztázia Nguyen | HUN Hungria                  | 11.81 |       |
| 6                 | 2    | Jéssica dos Reis  | BRA Brasil                   | 11.94 |       |
| 7                 | 1    | Darnetia Robinson | IVB Ilhas Virgens Britânicas | 12.06 |       |
| 8                 | 8    | Rebekka Haase     | GER Alemanha                 | 12.08 |       |